# آللاک
آللاک (به لاتین: Allak) یک منطقهٔ مسکونی در روسیه است که در سرزمین آلتای واقع شده‌است.